# Bresslauius hirsutus
Bresslauius hirsutus is een hooiwagen uit de familie Gonyleptidae. De wetenschappelijke naam van Bresslauius hirsutus gaat terug op Mello-Leitão.